# Mahmud II (Seldjoukide)
Pour les articles homonymes, voir Mahmoud.
Mahmud II est fils du sultan seldjoukide Muhammad Ier. Il lui succède en Irak et dans le Fars à sa mort le 18 avril 1118, à l’âge de 14 ans. Le sultanat seldjoukide est alors en proie à l’anarchie. Les émirs soumis par Muhammad reprennent leur indépendance, et le nouveau calife abbasside Al-Mustarchid profite des divisions pour se révolter contre le jeune sultan. Mahmud II doit reconnaître l'autorité de son oncle Sanjar. En conflit avec son frère Masud, il se réconcilie avec lui en 1121 grâce à l'intervention de l'atabek Aq Sonqor Bursuqî. En 1129 il donne autorité à Zengi sur la Syrie et le nord de l'Irak. Il meurt en 1131 à l’âge de 26 ans et sa mort ouvre une nouvelle guerre de succession. 